# CCTV-3
CCTV-3(CCTV-3 综艺, 중국어: 中国中央电视台综艺频道)은 중국중앙텔레비전의 텔레비전 채널 중 하나이다.